# Pasithee (Mond)
Pasithee (auch Jupiter XXXVIII) ist einer der kleineren äußeren Monde des Planeten Jupiter.

## Entdeckung
Pasithee wurde am 11. Dezember 2001 von Astronomen der Universität Hawaii entdeckt. Er erhielt zunächst die vorläufige Bezeichnung S/2001 J 6.
Benannt wurde der Mond nach Pasithea, einer der Chariten aus der griechischen Mythologie. 

## Bahndaten
Pasithee umkreist Jupiter in einem mittleren Abstand von 23.004.000 km in 719 Tagen, 10  Stunden und 34 Minuten. Die Bahn weist eine Exzentrizität von 0,2675 auf. Mit einer Neigung von 165,138° ist die Bahn retrograd, das heißt, der Mond bewegt sich entgegen der Rotationsrichtung des Jupiter um den Planeten. 
Aufgrund ihrer Bahneigenschaften wird Pasithee der Carme-Gruppe, benannt nach dem Jupitermond  Carme, zugeordnet. 

## Physikalische Daten
Pasithee  besitzt einen mittleren Durchmesser von etwa 2 km. Seine Dichte wird auf 2,6 g/cm³ geschätzt. Er ist vermutlich überwiegend aus silikatischem Gestein aufgebaut.
Pasithee weist eine sehr dunkle Oberfläche mit einer Albedo von 0,04 auf, d. h.,  nur 4 % des eingestrahlten Sonnenlichts werden reflektiert. Seine scheinbare Helligkeit beträgt 23,2m.